# Borel–Lebesgue-tétel
A Borel–Lebesgue lefedési tétel vagy Heine–Borel-tétel a matematikai analízis egy a zárt, korlátos intervallumok lényeges tulajdonságára rámutató tétel, mely a topologikus terek elméletében a kompakt halmaz fogalmának motivációjául szolgál.

## A tétel
Tétel – (Dirichlet 1862, Heine 1872) – Ha K ⊆ R korlátos és zárt halmaz és K-nak {\displaystyle (\Omega _{i})_{i\in I}} nyílt lefedése, akkor ebből kiválasztható véges sok elem, mely még mindig lefedi K-t.
(A K nyílt lefedésén olyan nyílt halmazokból álló {\displaystyle (\Omega _{i})_{i\in I}} halmazrendszert értünk, amire teljesül, hogy K részhalmaza {\displaystyle (\Omega _{i})_{i\in I}} uniójának.)

## Bizonyítás

### Cantor-tétellel
Egy halmazrendszer véges metszet tulajdonságú, ha bármely véges részrendszerének a metszete nemüres. Az alábbi állítások ekvivalensek a valós számok körében.
1. (Cantor-féle közösrész-tétel) Egymásba skatulyázott nemüres, korlátos és zárt intervallumok metszete nemüres.
2. Korlátos sorozatnak van konvergens részsorozata. (Bolzano–Weierstrass-tétel)
3. Egymásba skatulyázott nemüres, korlátos és zárt halmazok metszete nemüres.
4. Megszámlálhatóan sok zárt halmaz véges metszet tulajdonságú nemüres rendszerének a metszete nemüres, ha van legalább egy korlátos halmaz közöttük.
5. Zárt halmazok véges metszet tulajdonságú nemüres rendszerének a metszete nemüres, ha van legalább egy korlátos halmaz közöttük.

A fenti állítások ekvivalenciája Rn-ben is teljesül, ha intervallum alatt n darab valós intervallum direkt szorzatát értjük. Könnyen lehetne igazolni, hogy az 5-ös állítás ekvivalens a
bizonyítandó Borel-Lebesgue tétellel. Ehelyett az 5-ös állítás egy ekvivalens megfogalmazását fogjuk használni. Ha {\displaystyle (F_{\alpha })_{\alpha \in A}} R-beli korlátos és zárt halmazok olyan nemüres rendszere, hogy minden α, β ∈ A indexre létezik olyan γ ∈ A index, hogy Fγ ⊆ Fα∩Fβ (azaz lefelé irányított), akkor az {\displaystyle (F_{\alpha })_{\alpha \in A}} halmazrendszer metszete nem üres.
Jelölje A az {\displaystyle I} véges részhalmazainak halmazát és legyen tetszőleges α ∈ A-ra:
{\displaystyle F_{\alpha }:=K\setminus \bigcup \limits _{i\in \alpha }\Omega _{i}}
Ekkor a {\displaystyle (F_{\alpha })_{\alpha \in A}} halmazrendszer olyan, hogy minden eleme korlátos és zárt R-ben és tetszőleges α, β ∈ A-ra a γ := α U β elem olyan, hogy Fγ ⊆ Fα∩Fβ. A tételt azt igazolná, ha belátnánk, hogy van olyan α∈A, hogy Fα = ∅, ugyanis ekkor
{\displaystyle K\subseteq \bigcup \limits _{i\in \alpha }\Omega _{i}}
teljesülne.
Ha {\displaystyle (F_{\alpha })_{\alpha \in A}} minden eleme nemüres volna, akkor a Cantor-axióma fenti alakjából következne, hogy
{\displaystyle \bigcap \limits _{\alpha \in A}F_{\alpha }\neq \emptyset }
ami ellentmondás, hiszen {\displaystyle (F_{\alpha })_{\alpha \in A}} definíciójából és a halmazkivonásra vonatkozó de Morgan-szabályból következik, hogy
{\displaystyle \bigcap \limits _{\alpha \in A}F_{\alpha }=K\setminus \bigcup \limits _{\alpha \in A}\left(\bigcup \limits _{i\in \alpha }\Omega _{i}\right)=K\setminus \bigcup \limits _{i\in I}\Omega _{i}=\emptyset }
Tehát van {\displaystyle (F_{\alpha })_{\alpha \in A}}-nak olyan eleme, mely üres, és az ezt indexező α∈A-val a {\displaystyle (\Omega _{i})_{i\in \alpha }} a kívánt tulajdonságú lefedés lesz.■

### Bolzano–Weierstrass-tétellel
1. bizonyítás
Mivel R teljesíti a második megszámlálhatósági kritériumot, azaz van megszámlálható környezetbázisa (például a racionális végpontú nyílt intervallumok ilyet alkotnak), a K korlátos és zárt halmazt lefedő rendszerből kiválasztható megszámlálható részlefedés. Legyen ez (Ωi)i=1∞. Definiálunk egy K-ban haladó (xn) sorozatot. Ha Ω1 lefedi K-t, akkor megtaláltuk a véges részlefedést. Ha Ω1 nem fedi le K-t, legyen x1 ∈ K \ Ω1. Ha Ω1 ∪ Ω2 már lefedi K-t, akkor szintén megtaláltuk a véges részlefedést. Ha nem, legyen x2 ∈ K \ (Ω1 ∪ Ω2). Így folytatva biztos lesz olyan n, hogy (Ωi)i=1n már lefedi K-t. Tegyük fel ugyanis, hogy nem fedné le. Akkor (xn) egy végtelen, K-ban haladó sorozat lenne, aminek a Bolzano–Weierstrass-tétel szerint lenne u ∈ K sűrűsödési pontja. Mivel (Ωi)i=1∞ lefedi K-t ezért u-t is tartalmazza egy Ωm nyílt halmaz. u-nak van Ωm-be eső nyílt környezete, és ebben a környezetben végtelen sok (xn)-beli tag. (xn) konstrukciója szerint minden n-re (Ωi)i=1n-ben csak véges sok tag lehet. Ez azonban ellentmond annak, hogy már magában Ωm-ben is végtelen sok tag van.
Tehát a véges nyílt lefedés kiválasztásának fenti konstrukciója véges sok lépésben véget ér (bár, hogy mi lesz ez a szám, előre nem tudjuk megmondani sehogyan sem; sőt, már magát (Ωi)i=1∞ sem fogjuk tudni megadni konstruktívan, kézzelfogható módon).■
2. bizonyítás
Legyen C ⊆ ℝn korlátos és zárt halmaz, {Ωi}i∈I nyílt fedése C-nek. Fedjük le C-t véges sok 1/k sugarú gömbbel. C korlátossága miatt ez megtehető. Minden Bj gömbhöz válasszunk ki {Ωi}i∈I-ből egy Ωj nyílt halmazt úgy, hogy Ωj fedje Bj-t. Ha Bj nem volna fedhető, akkor válasszuk hozzá Ωj-t tetszőlegesen.
Ezzel minden k∈ℕ-re definiáltuk {Ωi}i∈I -nek egy véges Φk részhalmazát. Ha Φk fedi C-t, akkor készen vagyunk. Ellenkező esetben létezik egy {xk}⊆C sorozat amire teljesül, hogy xk-t Φk egyik tagja sem fedi. C korlátossága és a Bolzano–Weierstrass-tétel alapján feltehető, hogy {xk} konvergens, azaz xk → x∈ℝn. C zártsága miatt x∈C, tehát létezik egy s∈I index amire x∈Ωs. Viszont létezik egy 1/k sugarú Bk gömb is, amire xk∈Bk. Erre elég nagy k esetén Bk⊆Ωs teljesül, hiszen Ωs nyílt, xk → x∈Ωs és 1/k→0, ami ellentmond Φk és xk választásának. ■

## A tétel megfordítása
A lefedési tulajdonság motiválja a kompakt halmaz fogalmát. A K ⊆ R halmaz kompakt, ha minden nyílt lefedéséből kiválasztható véges részlefedés. Ekkor a Borel–Lebesgue-tétel megfordítása érvényes:
Tétel – R-ben minden kompakt halmaz korlátos és zárt.
Bizonyítás. Legyen K kompakt halmaz.
Először a korlátosságot látjuk be. Legyen u tetszőleges R-beli pont. Ekkor világos, hogy a (B(u,n))n∈N rendszer lefedi K-t. Ebből kiválasztható véges részlefedés, melyek közül a legnagyobb sugarú lefedi K-t, így K átmérője legfeljebb ennek a sugárnak a kétszerese.
Vegyünk egy tetszőleges x pontot K komplementeréből (x ∉ K). A
{\displaystyle \left(\,B\left(y,{\frac {d(y,x)}{2}}\right)\,\right)_{y\in K}}
rendszer lefedi K-t így létezik n darab y1, …, yn K-beli elem, hogy
{\displaystyle K\subseteq \bigcup \limits _{i=1,...,n}\,B\left(y_{i},{\frac {d(y_{i},x)}{2}}\right)}
Ha r a legkisebb sugár mind közül, akkor a B(x,r) halmaz nem metsz bele az iménti lefedés egyik elemébe sem, így K-ba sem. Tehát K komplementere nyílt, K pedig zárt.

## Általánosítás
Mind a tétel, mind a megfordítása igaz Rn-re is:
 Rn egy részhalmaza akkor és csak akkor kompakt, ha korlátos és zárt.
Ám, tetszőleges M metrikus térben csak a megfordítás érvényes:
Ha H az M metrikus tér részhalmaza, akkor:
H kompakt {\displaystyle \Rightarrow } H korlátos és zárt
H kompakt {\displaystyle \not \Leftarrow }H korlátos és zárt 
Létezik ugyanis olyan metrikus tér és benne olyan korlátos és zárt halmaz, ami nem kompakt. Ilyen például a korlátos számsorozatok {\displaystyle \ell ^{\infty }(\mathbf {R} )} tere, ahol a norma: ||(xn)||=supn{|xn|}, az ellenpélda pedig a {\displaystyle {\overline {B}}(0,1)=\{s\in \ell ^{\infty }(\mathbf {R} )\;|\;||s-0||\leq 1\}} zárt gömb (itt 0 az azonosan 0 sorozat).
Metrikus terekben a kompaktság ekvivalens a sorozatkompaktság fogalmával, így a Borel–Lebesgue-tétel és a Bolzano–Weierstrass-tétel ugyanannak a fogalomnak két ekvivalens megfogalmazását mondják ki. Ilyen általános közegben a kompaktság jellemzésére vonatkozik a tétel egy általánosítása:
Tétel – Egy metrikus tér tetszőleges részhalmaza akkor és csak akkor kompakt, ha teljes és teljesen korlátos.
Tetszőleges (legalább Hausdorff-féle) topologikus térben kompakt halmazokra a Borel–Lebesgue-tétel állítása definíció szerint teljesül, hiszen ezeken a terekben a kompaktság a lefedési tulajdonsággal van definiálva. (Itt a korlátosság más kontextusban vetődik fel, hiszen ezekben a terekben a kompakt halmazok részhalmazait nevezik korlátosnak. A zártság ugyanúgy fennáll.)